# Rajkot (huyện)
Huyện Rajkot là một huyện thuộc bang Gujarat, Ấn Độ. Thủ phủ huyện Rajkot đóng ở Rajkot. Huyện Rajkot có diện tích 11203 ki lô mét vuông. Đến thời điểm năm 2001, huyện Rajkot có dân số 3157676 người.